# جامعة كيب بينينسولا للتكنولوجيا
جامعة كيب بينينسولا للتكنولوجيا (بالإنجليزية: Cape Peninsula University of Technology)‏ هي جامعة في كيب تاون بجنوب إفريقيا، الجامعة التكنولوجية الوحيدة في مقاطعة كيب الغربية، وهي أيضًا أكبر جامعة في المقاطعة، حيث تضم أكثر من 32000 طالب.